# Aloha heja he
Aloha heja he ist ein Lied des deutschen Musikers, Komponisten und Musikproduzenten Achim Reichel aus dem Jahr 1991, in dem es im deutschsprachigen Raum zu einem Sommerhit avancierte. Der Titel, von dem zahlreiche Coverversionen aufgenommen wurden, ist der erfolgreichste Charthit in Reichels Solokarriere.

## Geschichte

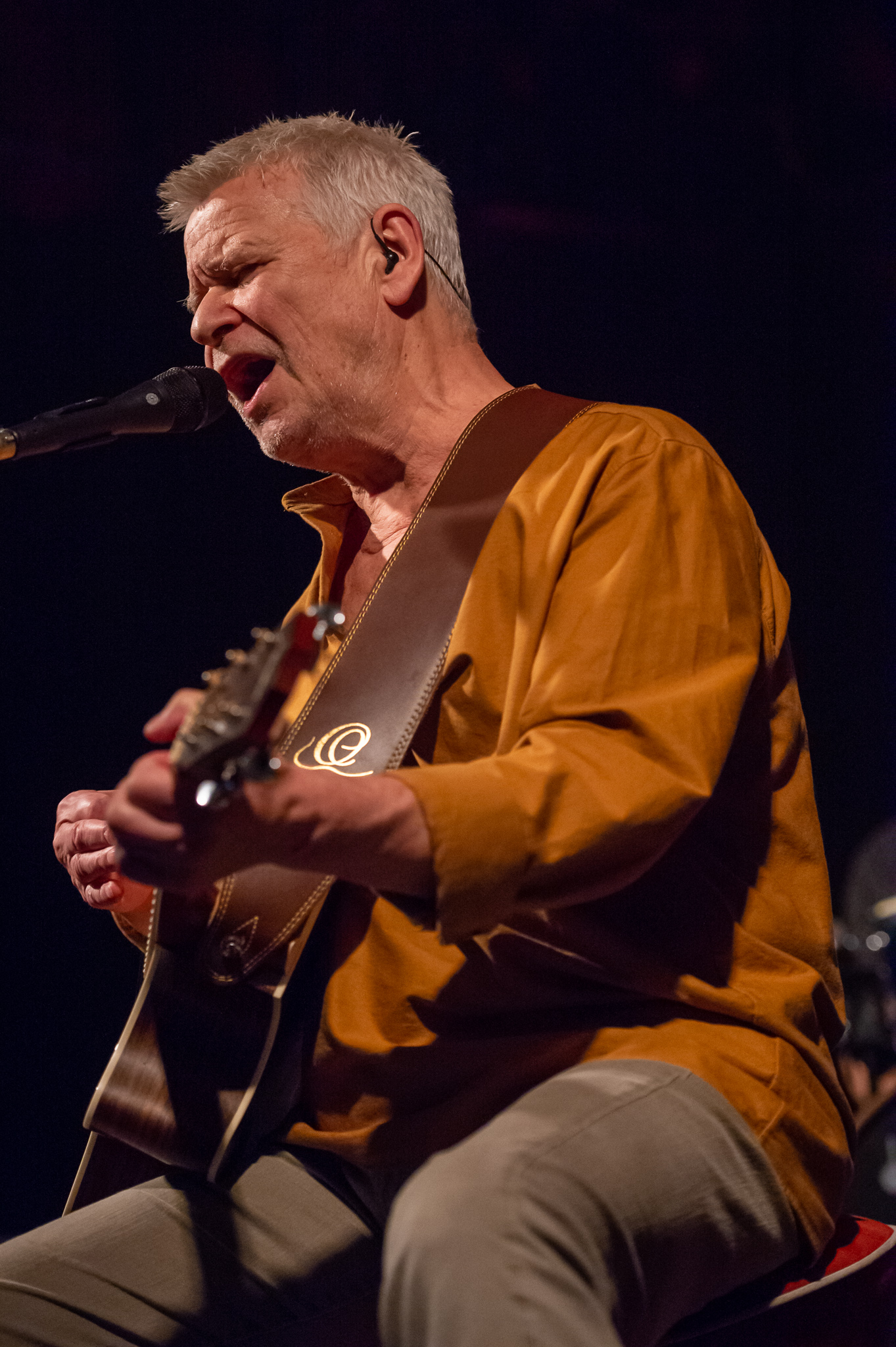
Achim Reichel, 2019

### Entstehung
Achim Reichel hatte die Melodie des Liedes bereits Mitte der 1970er Jahre komponiert. Gemeinsam mit Frank Dostal betrieb er zu dieser Zeit einen Musikverlag und eine Musikproduktion, im Rahmen derer sie einige Titel aufnahmen und unter Pseudo-Bandnamen den Plattenfirmen anboten.
Als Reichel Anfang der 1990er Jahre auf eine Tonbandspule mit einer Aufnahme der Akkordfolge stieß, schrieb er den Liedtext dazu. Der Titel hat ein Tempo von 110 bpm und wird in der Tonart G-Dur gespielt.
Bei der Aufnahme des Liedes im Gaga Studio Hamburg wurde Reichel, zuständig für Gitarre und Gesang, von Peter Werner an den Tasteninstrumenten, Udo Dahmen am Schlagzeug, Benjamin Hüllenkremer am Bass und Peter Franken mit Percussion sowie einem aus 24 Personen bestehenden Chor begleitet. Abgemischt wurde das Lied in den Berliner Audio Studios.

### Inhalt
Der aus einer Seefahrerfamilie stammende Reichel singt aus der Perspektive des lyrischen Ichs eines Matrosen, der „um 1910“ bereits „die ganze Welt“ gesehen hat, „von Singapur bis Aberdeen“. Am besten habe es ihm auf Sansibar gefallen. Nach einer zehnwöchigen Überfahrt, auf der er „nur das Deck geschrubbt, […] die Welt verflucht, in den Wind gespuckt und salziges Wasser geschluckt“ habe, erreichte das Schiff das Ziel, von wo aus „tausend Boote“ auf das Schiff zuhielten:
„In den Booten waren Männer und Frauen
Ihre Leiber glänzten in der Sonne
Und sie sangen ein Lied
Das kam mir seltsam bekannt vor
Aber so hatt’ ich’s noch nie gehört
Ooh, so hatt’ ich’s noch nie gehört“
Hierauf folgt der Refrain Aloha heja he, der die hawaiianische Grußformel Aloha beinhaltet und sich mehrfach wiederholt. Die Menschen machen darauf „ihre Boote […] längsseits fest“, werfen ihre Blumenkränze auf das Schiff herüber „und schon war die Party im Gange“.
Die Liedzeile „Ich hab’ das Paradies gesehen“ wurde zum Titel von Achim Reichels 2020 erschienener Autobiografie.

### Veröffentlichung
Das Lied erschien am 14. Juni 1991 auf Reichels Album Melancholie und Sturmflut. Im selben Jahr wurde es als Single (mit dem Titel Sturmflut als B-Seite) veröffentlicht. Jedoch war der Titel anfangs wenig erfolgreich, die Plattenfirma verlor bereits den Mut, auch im Radio wurde die ungewöhnliche Nummer kaum gespielt. Die Seefahrer-Ballade, die unter anderem von Geschlechtskrankheiten bei Seeleuten handelt, schien tatsächlich der falsche Kurs zu sein:
„Der Steuermann hatte Matrosen am Mast
Und den Zahlmeister ha’m die Gonokokken vernascht
Aber sonst waren wir bei bester Gesundheit.“

### Erfolg im deutschsprachigen Raum
Nach einer Anfrage vom Norddeutschen Rundfunk, ob Reichel mit dem Lied bei einem Musikfestival am Steinhuder Meer auftreten wolle, machte er zur Bedingung, dass der Sender den Titel auch im Radio spielen müsse. Am Tag des Konzerts fand Aloha heja he beim Publikum überwältigenden Anklang. Reichel sagte dazu:
„Die Leute hörten nicht mehr auf zu singen. Wir konnten gar nicht mehr weitermachen im Programm. Da kriegt man dann von seinem eigenen Song eine Gänsehaut. Und als wir dann zurückfuhren – wir hatten tolles Wetter – saßen die Leute in den Vorgärten und grillten und ich hatte den Eindruck, überall wird der Song plötzlich gespielt.“
Das Lied avancierte zu einem der Sommerhits des Jahres 1991 und zum größten Charthit in Reichels Solokarriere. 1991/92 zog das Lied für 27 Wochen in die deutschen Singlecharts ein, darunter für eine Woche auf Platz 5 als Höchstplatzierung. 1991 belegte das Lied Rang 33 der Single-Jahrescharts. Das zugehörige Album Melancholie und Sturmflut wurde 1993 mit einer Goldenen Schallplatte ausgezeichnet. Neben einer Maxi-Version brachte Reichel noch einen Südsee Mix, einen Sturmflut Mix und einen Paradies Mix von Aloha heja he heraus.
„Trockenrudern“ bezeichnet eine Praxis auf Festen, bei der Teilnehmer zu den Klängen des Liedes dicht hintereinander auf dem Boden sitzend und oft zum wiederkehrenden Kommando „vor – zurück“ imaginäre Ruderbewegungen ausführen, auch in mehreren Reihen nebeneinander. Während des Refrains wechselt die Bewegung der Gruppe in ein sich zum Takt des Liedes wiederholendes, gleichzeitiges Winken mit jeweils beiden hochgestreckten Armen. Auf Oldie-Partys wurde die Aufnahme häufig als Schlussnummer gespielt.
| ChartsChartplatzierungen | Höchstplatzierung | Wochen |
| ------------------------ | ----------------- | ------ |
| Deutschland (GfK)        | 5 (27 Wo.)        | 27     |

| ChartsJahrescharts (1991) | Platzierung |
| ------------------------- | ----------- |
| Deutschland (GfK)         | 33          |

### Erfolg in China
Auf Douyin, der chinesischen Version von TikTok, veröffentlichte ein Benutzer mit dem Namen Klassenkamerad Zhang (mehr als 16 Millionen Follower) im Oktober des Jahres 2021 Kurzvideos, die den rauen Charme des Lebens im Winter des ländlichen Nordosten Chinas zeigten und mit Reichels Lied Aloha heja he als Hintergrundmusik unterlegt waren. Innerhalb von zwei Monaten wurden Zhang und seine Videos mit millionenfachen Aufrufen derart populär, dass das chinesische Staatsfernsehen China Central Television einen Reporter zu ihm schickte. Auch zahlreiche andere chinesische Benutzer auf Douyin oder anderen Videoportalen verwendeten das Lied in ihren Kurzvideos.
Viele Zuschauer nutzten die Musikerkennungsapp Shazam, um mehr über die Hintergrundmusik in Erfahrung zu bringen, wonach der Titel im Dezember 2021 einige Wochen lang auf Platz 1 der Charts der App stand. Diesem Erfolg des Liedes, das so ohne Kampagne oder Marketingstrategie große Beliebtheit in China erlangte, folgten zwei Coverversionen, die es in die dortige Top-100-Liste schafften.

### Coverversionen (Auswahl)
- Oli.P nutzte 2022 in seinem Lied Hey Freiheit  den Refrain Aloha heja he als Audiosample.[30]
- Das deutsche DJ- und Produzenten-Duo HBz erzielte mit seinem Bounce Remix seit 2020 über 12 Millionen Abrufe auf YouTube.[31]
- Fischer & Fritz versuchten sich 2018 an einer Dance-Pop-Version.[32]
- Das Duo LilisPark brachte 2016 seine Interpretation zum Vortrag.[33]
- HK Krüger trat mit seiner mit Banjospiel unterlegten Version unter anderem 2013 im ZDF-Fernsehgarten auf.[34]
- Der Schweizer DJ Mr. Da-Nos interpretierte das Lied 2013 in einer Techno-Fassung.[35]
- Die niederländische Formation Dikdakkers intonierte 2012 eine Version in ihrer Landessprache.[36]
- Die Zipfelbuben arrangierten 2011 eine Schlagerfassung des Liedes.[37]
- Lost Boyz Army spielten 2010 ihre Punk-Version ein.[38]
- Eine weitere niederländische Interpretation des Liedes legte Michel Bodifee im Jahr 2010 mit dem Titel He Halloa Heja vor.[39]
- Etwa 2010 brachte Mike Mucke sein Dance-Cover heraus.[40]
- „Markus Becker Feat. Jürgen Drews“ nahmen 2006 eine Partyversion mit einer Ska-Melodie auf.[41]

### Mediale Wahrnehmung
Das Magazin Der Spiegel klassifizierte Aloha heja he 1998 als einen „Mitgröl-Shanty“, was Harry Nutt von der Berliner Zeitung 2021 als „despektierlich“ erachtete.
2023 berichtete Achim Reichel davon, dass das Lied beim Norddeutschen Rundfunk in Hannover „noch heute zu den häufigsten Hörerwünschen [gehört] und mindestens genauso oft beschweren sich Anrufer hinterher, was die Ferkelei [mit den Gonokokken und Matrosen am Mast] in der letzten Strophe soll. […] Das ist Seemannssprache.“
Ole Engelhardt von The Beijinger meinte 2022, dass „die Worte Aloha Heja He für das chinesische Publikum nichts weiter als geheimnisvolles deutsches Kauderwelsch bleiben werden.“